# Lanzenfliegen
Die Lanzenfliegen (Lonchopteridae) sind eine Familie der Zweiflügler (Diptera). Innerhalb dieser werden sie den Fliegen (Brachycera) zugeordnet. Weltweit sind etwa 45 Arten dieser Fliegen bekannt, davon nur neun in Deutschland. Die Fliegen sind meist klein und erreichen Körpergrößen zwischen zwei und vier Millimetern.
Die Fliegen sind recht langbeinig und leben vor allem auf feuchtem Waldboden und an Rändern von Gewässern. Sie halten sich gern auf den Blattunterseiten auf und sind gute Läufer. Die Larven sind asselförmig und flach gebaut. Sie leben am Boden, meist in der Mullschicht zwischen den Blättern und ernähren sich von Pilzfäden (Hyphen), Algenzellen, Pollen und Humuspartikeln. Auch im Dung sind sie anzutreffen (Koprophagie). Die Puppe entwickelt sich ebenfalls im Boden.

## Arten (Auswahl)
- Lonchoptera bifurcata (Fallén, 1810)
- Lonchoptera lutea Panzer, 1809
- Lonchoptera tristis Meigen, 1824